# Smicromorpha keralensis
Smicromorpha keralensis is een vliesvleugelig insect uit de familie bronswespen (Chalcididae). De wetenschappelijke naam is voor het eerst geldig gepubliceerd in 1979 door Narendran.